# Платонова, Анна Михайловна
Анна Михайловна Платонова (род. 20 апреля 1936, Ершичский район Смоленской области) — советский хозяйственный и политический деятель.

## Биография
Родилась в 1936 году в деревне Рухань. Член КПСС.
В 1952—1991 гг. — свинарка совхоза в Смоленской области, рабочая Челябинского стекольного завода, свинарка, звеньевая совхоза «Буревестник» Краснознаменского района Целиноградской области Казахской ССР.
Указами Президиума Верховного Совета СССР от 14 февраля 1975 года и 24 декабря 1976 года награждена орденами Трудовой Славы 3-й и 2-й степени.
Указом Президиума Верховного Совета СССР от 21 декабря 1983 года награждена орденом Трудовой Славы 1-й степени, став полным кавалером ордена Трудовой Славы.
Избиралась депутатом Верховного Совета Казахской ССР 11-го созыва. Делегат XXVI съезда КПСС.
Живёт в селе 1-е Шанино Таловского района Воронежской области.